# Kiwi!
«Киви!» (англ. Kiwi!) — короткометражный анимационный фильм. Мультфильм создан в 2006 году Дони Пермеди, который нарисовал его на защиту магистерской диссертации по анимации в Школе искусств Нью-Йорка. Музыкальное сопровождение к мультфильму написал Тим Касселл, школьный друг Дони. Анимация сделана с помощью компьютерных программ Maya, After Effects и смонтирована с помощью The Setup Machine от студии Anzovin.

## Сюжет
Это грустная история о птице киви, которая мечтает летать. Киви решает осуществить свою мечту, она устанавливает деревья на высокой вертикальной скале и прибивает их гвоздями. После этого киви прыгает со скалы и «летит» над деревьями, подражая обычным птицам. У неё выступают слёзы счастья, что её мечта исполнилась, и одновременно слёзы страха, осознавая, что это последние мгновения жизни.

## Критика и популярность
Анимационная история стала очень популярной в Интернете после опубликования мультфильма на сайте YouTube. По состоянию на ноябрь 2016, мультфильм показан более 40 миллионов раз, что делает его одним из самых популярных видео в категории «анимационных фильмов», и одним из самых популярных на всём сайте. Мультфильм получил официальное признание 26 марта 2007 года, когда зрители проголосовали за него в первом ежегодном проводимом YouTube Video Awards. Это событие сильно привлекло внимание международных средств массовой информации, ABC News описывает мультфильм как «so cute it hurts» в то время как «International Herald Tribune» выступила с критикой награды, которая охарактеризовала видео так: «sweet but dull».